# Bouillon au sélénite
Le Bouillon au sélénite est un milleu de culture contenant de la Sélénite cystéine sur une base de gélose  qui a été préenrichie avec de l'eau peptonée tamponée (EPT) pour l'enrichissement sélectif de Salmonella.

## Composition
- Tryptone 5 g
- Lactose 4 g
- Sélénite 4 g
- Hydrogénosélénite de sodium 4,0 g
- Eau distillée (quantité suffisante pour 1 L)

## Lecture
On lit plusieurs caractères :
- la présence ou non de trouble bactérien ;
- la présence d'un voile en surface ;
- la présence d'un dépôt ou non (volute de fumée) floconneux.